# Screamfest Horror Film Festival
Lo Screamfest Horror Film Festival è il più grande evento cinematografico per il cinema dell'orrore negli Stati Uniti d'America.
Alcune delle più importanti pubblicazioni in rete riguardanti il cinema horror, lo hanno definito il "Sundance dell'Orrore". Originariamente ospitato a Lowes Universal Studios Cinemas (Universal CityWalk, oggi il festival si tiene annualmente al prestigioso Grauman's Mann Chinese 6 di Hollywood.
Le manifestazioni promosse dallo Screamfest riguardano grosso modo anteprime e promozioni di film dell'orrore indipendenti americani ed esteri, specie di artisti esordienti o poco conosciuti. I titoli accettati possono concorrere per le categorie Miglior film, regia, fotografia, montaggio, effetti speciali e colonna sonora; esistono inoltre ulteriori categorie speciali che sono Miglior animato, cortometraggio, documentario e film studentesco.

## Storia
Lo Screamfest è oggi il più vasto festival cinematografico di Los Angeles. Formalmente un'organizzazione senza fini di lucro, è riconosciuto a livello internazionale come uno dei migliori eventi per dare luce a registi e sceneggiatori impegnati nell'orrore, fantascienza e generi fantasy.
Il festival fu formato nell'agosto 2001 dai produttori cinematografici Rachel Belofsky e Ross Martin per relegare uno spazio nell'industria del cinema da dedicare interamente ad artisti specializzati in generi horror e fantascientifici, gratificando e facendo conoscere i loro lavori. La maggior parte dei titoli presentati nelle edizioni passate, oggi dispongono infatti di una distribuzione. Inizialmente tenutosi al Vogue Theater di Hollywood, in seguito l'organizzazione dell'evento si è spostata al celebre Grauman's Mann Chinese 6 di Hollywood.
Alle edizioni hanno partecipato e fatto apparizioni speciali diverse famose personalità del cinema dell'orrore, come Sam Raimi, Wes Craven, Eli Roth, James Wan, Danny Trejo, Paris Hilton, Rob Zombie, David Arquette, Courteney Cox, Mike Mendez, Lance Henriksen, Clive Barker, Lin Shaye, Avenged Sevenfold, Fall Out Boy, Robert Englund, Mercedes McNab, Bill Moseley, Kane Hodder, Tobe Hooper, James Gunn, Michael Rooker, John Gulager, Snoop Dogg, Zack Snyder, Stan Winston, Sean Cunningham, Tim Sullivan e John Landis.
L'organizzazione ha inoltre introdotto agli occhi dei produttori hollywoodiani diversi titoli dell'orrore divenuti poi (alcuni) famosi a livello mondiale, come The Tripper, Automaton Transfusion, Hatchet, Behind the Mask: The Rise of Leslie Vernon,  Wolf Creek, The Lost, Snoop Dogg's Hood of Horror, Curandero, Feast, Three... Extremes, Sigaw, 2001 Maniacs, Cube Zero, Dead Meat, 28 Days Later, Dog Soldiers, Wrong Turn, Wasting Away e altri.
Sebbene il boom del genere dell'orrore stia mostrando segni di appassimento e rallentamento continuato, lo Screamfest d'altro canto cresce a ritmo allarmante col passare delle edizioni. Ogni anno gli organizzatori tengono un festino privato al Sundance Film Festival in Park City (Utah) e hanno accordi esclusivi in tutta Los Angeles e Hollywood. Il festival è apparso, e appare, nelle più importanti pubblicazioni stampa e web come Craig Ferguson, Entertainment Tonight, Variety, Time, The Hollywood Reporter, NY Times e diversi altri.

## Gli organizzatori

### Rachel Belofsky
Fondatrice e direttrice del festival, nell'autunno del 1999 formò la sua compagnia di produzione Candy Heart Productions LLC. L'anno seguente produsse il pluripremiato documentario Fast Women, trasmesso in Canada nell'ottobre 2001 da WTN e negli Stati Uniti da Women's Entertainment il mese dopo.
Nel 2006 tramite la Candy Heart Prod., ha prodotto il documentario horror Going to Pieces per il canale Starz.
Oltre al lavoro di produttrice, la Belofsky è agente di vendite all'American Film Market e al Cannes Market.

### Stan Winston
Socio dell'evento, candidato a 10 premi Oscar, dei quali 4 aggiudicati; è considerato il "maestro" degli effetti speciali. Nel 2004 entrò in partenariato con lo Screamfest LA per rendere l'edizione la migliore di sempre. Alcuni dei titoli a cui ha collaborato Winston includono Terminator 2 - Il giorno del giudizio, Jurassic Park, Aliens, Batman Returns, A.I. - Intelligenza artificiale e Predator.
L'esperienza e le conoscenze nel campo di Winston hanno contribuito a migliorare la piattaforma del festival per il lancio degli ultimi film del genere prodotti.

### Brad Miska
Gestore del settore mercatale e promozionale del festival; si affascinò al cinema dell'orrore dopo aver visto La bambola assassina (1988) di Don Mancini, diventandone da allora un fanatico.
È tra i cofondatori del sito web Bloody Disgusting, impegnato nel cinema horror, oggi riconosciuto come una delle fonti di maggiore importanza relativamente all'ambito di produzioni dell'orrore a livello nazionale. Nel 2003 cofondò un altro sito web, Freeze Dried Movies, ideato per la promozione di film di tutti i generi.
Istigato dalla popolarità ottenuta da Bloody Disgusting, Miska nel 2006 cofondò un ulteriore sito, Mobile Nightmare, il primo canale dedicato al cinema dell'orrore disponibile per piattaforme cellulari. Essendo stato quindi il cinema dell'orrore una parte importante nella sua vita, pensò di candidarsi a un ruolo di primo piano nello Screamfest per cercare tramite la sua esperienza di portare l'evento su un gradino ancora più alto.